# Ouïezd de Spassk (Gouvernement de Kazan)
Pour les articles homonymes, voir Ouïezd de Spassk.

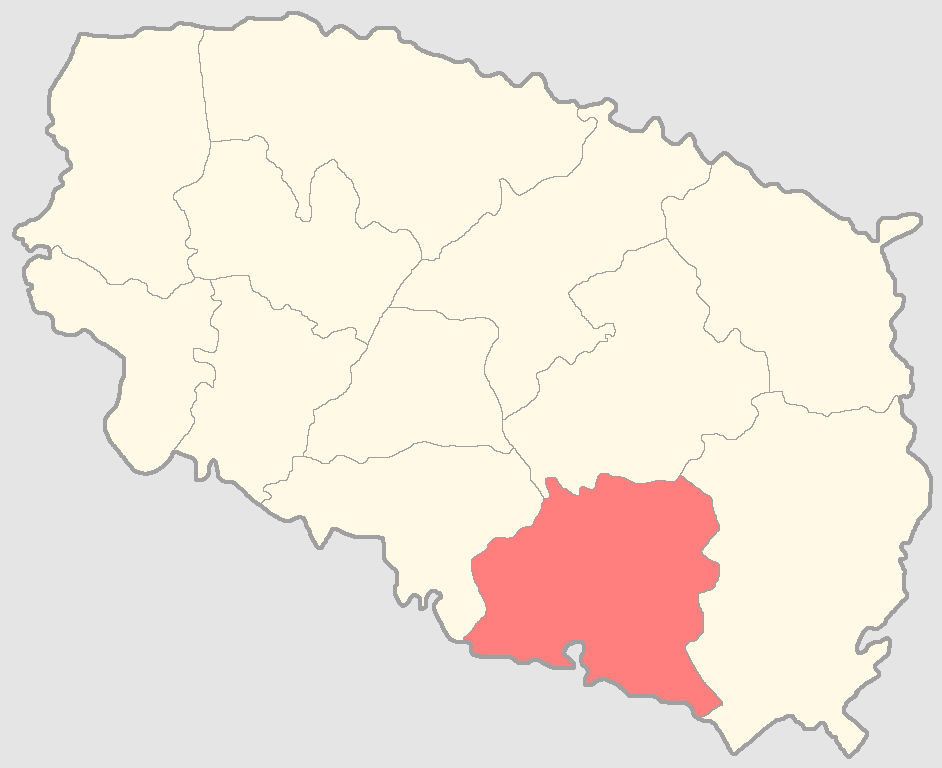
L'ouïezd de Spassk dans le gouvernement de Kazan.

L’ouïezd de Spassk (Спасский уезд) était l'une des subdivisions du gouvernement de Kazan de l'empire russe. Créé en 1781 il existe jusqu'en 1920 avec pour chef-lieu la ville de Spassk.

## Histoire
L'ouïezd est fondé en 1781 comme subdivision du gouvernement de Kazan (qui devient en 1796 la province de Kazan).
En 1920 l'ouïezd est dissout et son territoire devient le canton de Spassk de la république socialiste soviétique autonome tatare à l'exception de deux volosts qui sont intégrés au gouvernement de Samara. 

## Subdivisions administratives
En 1913 l'ouïezd était composé de 14 volosts.

## Démographie
Au moment du recensement de l'Empire russe de 1897, l'ouïezd de Spassk comptait 175 198 habitants. De ce nombre, 58,4 % parlaient le russe, 30,2 % le tatar, 7,2 % le tchouvache et 4,1 % le mordve comme langue maternelle. 